# Серф Сити (Њу Џерзи)
Серф Сити (енгл. Surf City) град је у америчкој савезној држави Њу Џерзи.

## Демографија
По попису из 2010. године број становника је 1.205, што је 237 (-16,4%) становника мање него 2000. године.
| Група             | 2000.         | 2010.         |
| Белци             | 1.397 (96,9%) | 1.113 (92,4%) |
| Афроамериканци    | 2 (0,1%)      | 16 (1,3%)     |
| Азијати           | 5 (0,3%)      | 7 (0,6%)      |
| Хиспаноамериканци | 28 (1,9%)     | 61 (5,1%)     |
| Укупно            | 1.442         | 1.205         |